# Llanura de marea

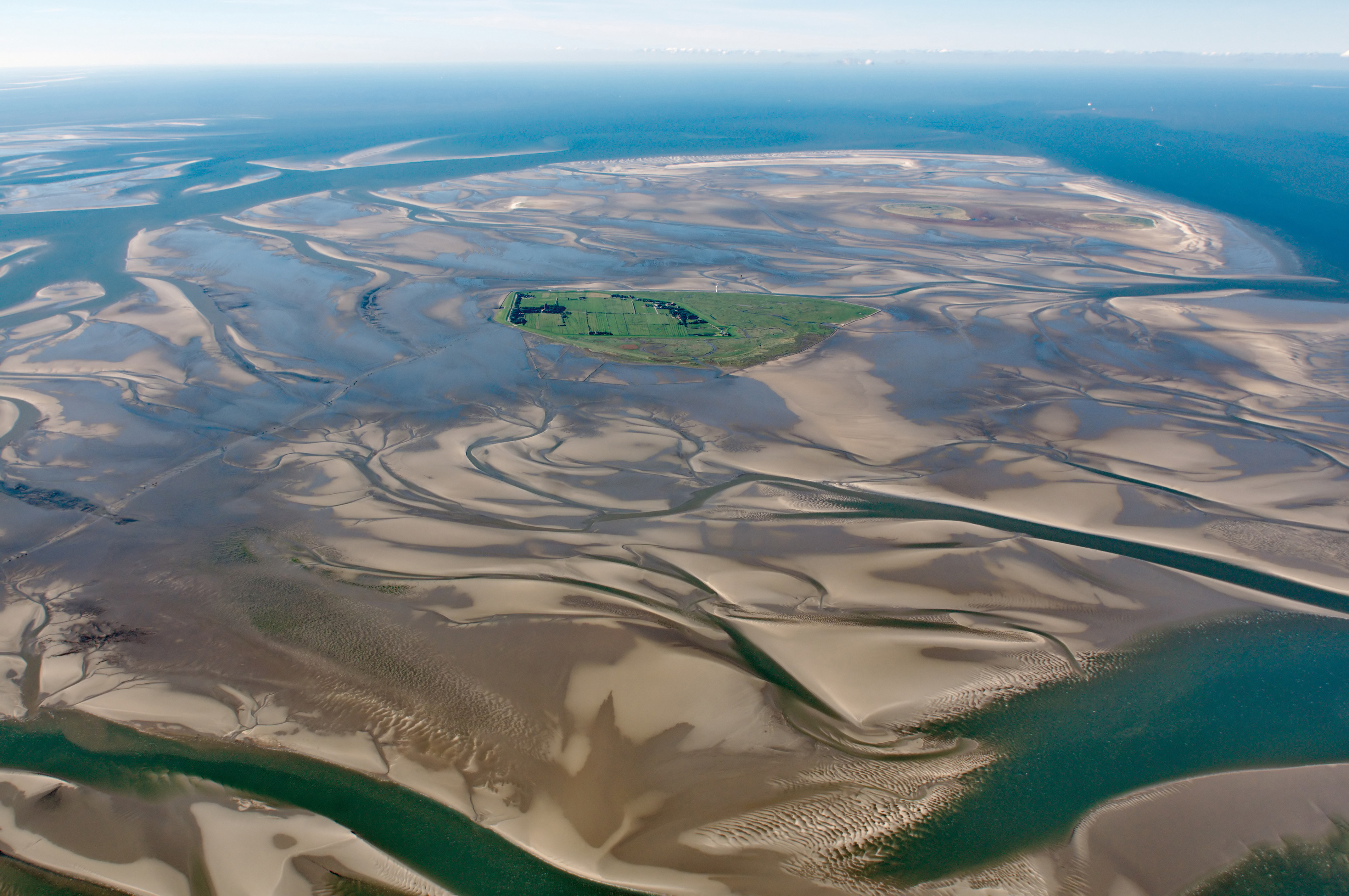
La isla mareal de Neuwerk en el mar de Frisia. La isla, ubicada en el estuario del Elba, pertenece al estado de Hamburgo y forma parte del parque nacional del mar de Frisia hamburgués. En la imagen se puede apreciar la aparición del fondo marino durante la marea baja. El mar de Frisia es la llanura de marea más grande del mundo.

Una llanura de marea (en inglés, Mudflats o también tideflats etc.) es un humedal costero que se forma cuando los sedimentos detríticos (arcillas, limos o arenas) son reelaborados por las mareas. Se encuentran en zonas resguardas y protegidas, como bahías, bayous, lagunas y estuarios. Las llanuras de mareas, geológicamente, pueden ser vistas como niveles expuestos de capas de barro resultantes de la deposición de sedimentos estuarinos, arcillas y detritus de animales marinos. 

## Características
Las llanuras mareales son generalmente regiones importantes para la vida silvestre que soportan una gran población, aunque el nivel de biodiversidad no es especialmente elevado. A menudo, son de particular importancia para las aves migratorias. En el Reino Unido las llanuras mareales han sido clasificadas como hábitat prioritario del «Plan de acción sobre biodiversidad» («Biodiversity Action Plan»). 

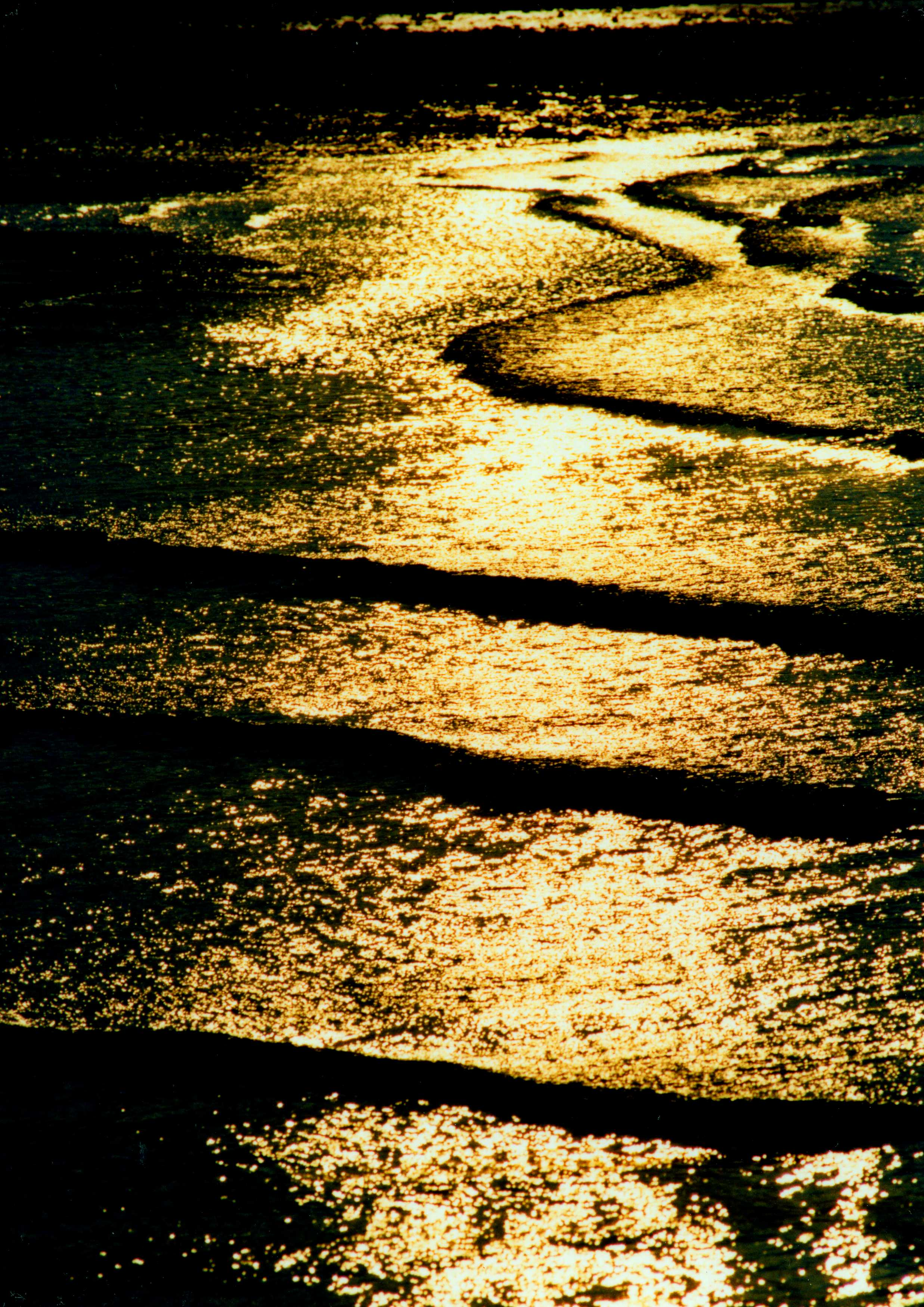
La marea piso en Japón. Crepúsculo en las costas de los Kaburasaki (芜崎).

El mantenimiento de las llanuras mareales es importante para prevenir la erosión costera. Sin embargo, todas las llanuras mareales de todo el mundo están bajo amenaza de ser ciertas las predicciones sobre al aumento del nivel del mar; además, muchas están amenazadas por presiones urbanísticas para disponer de nuevas tierras para el desarrollo, o por el dragado a efectos de transporte marítimo o por la contaminación del suelo. 

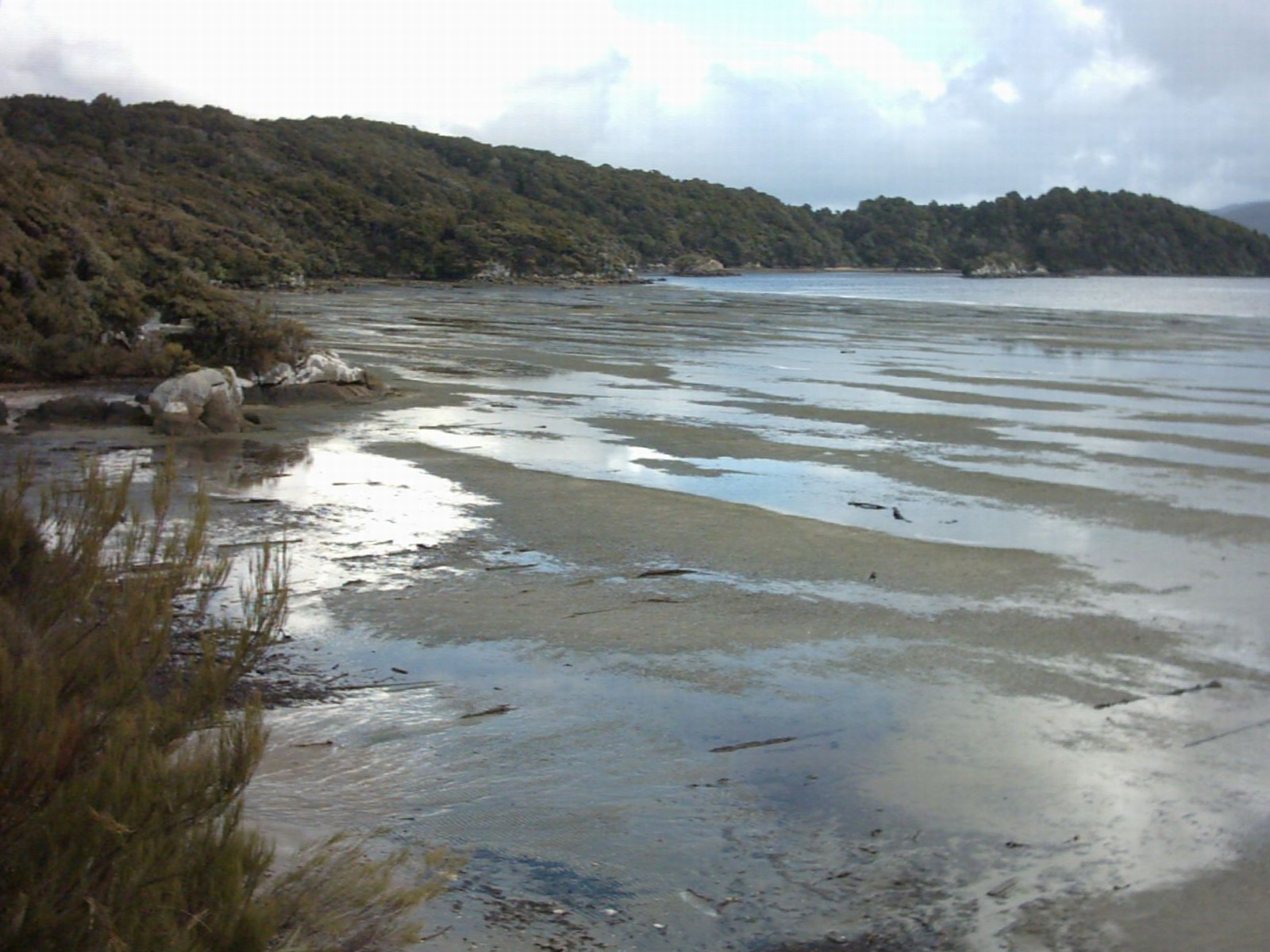
Llanura de marea cerca de Oban, Nueva Zelanda en isla Stewart.

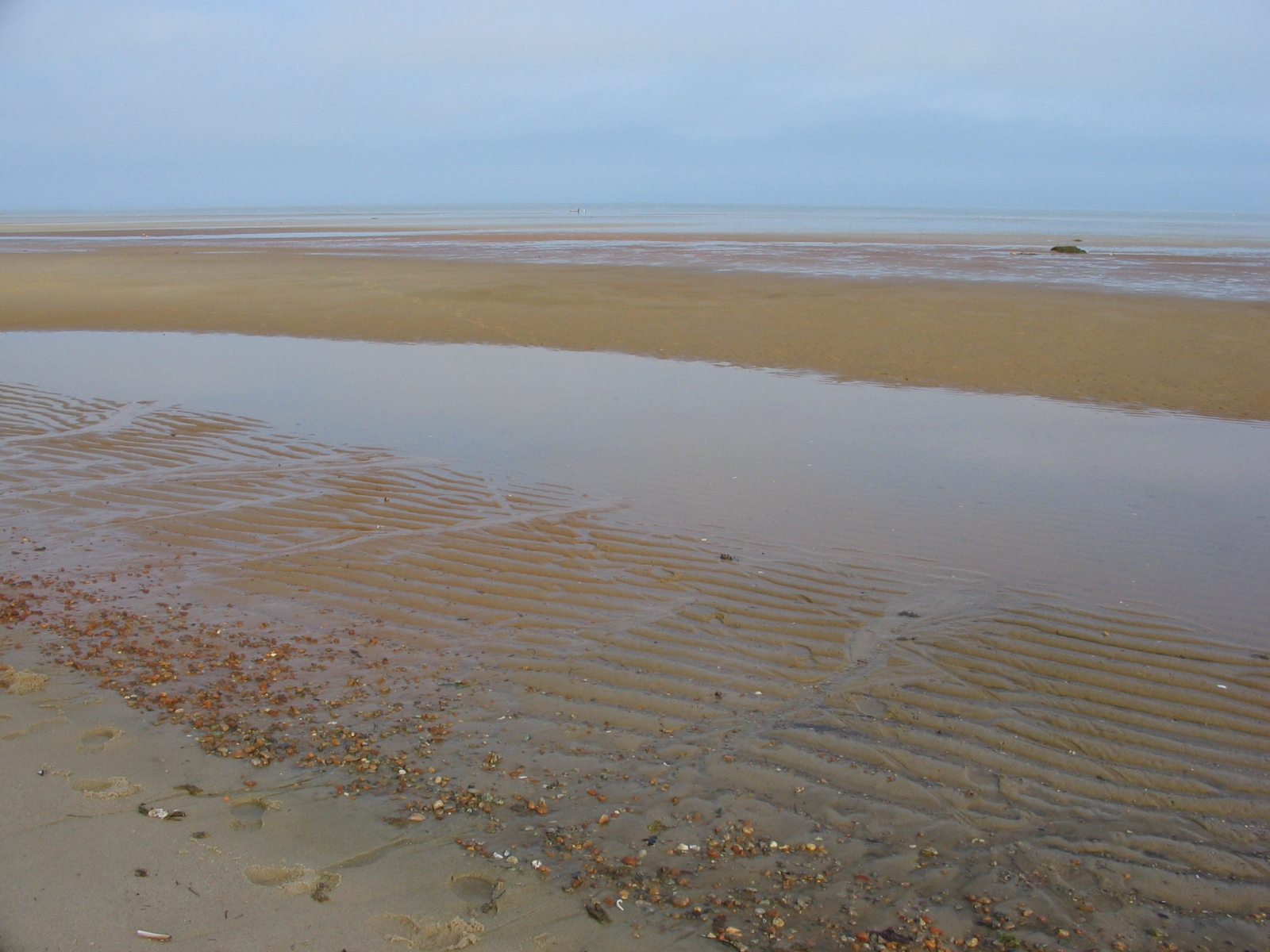
Llanura de marea en Brewster, Massachusetts, EE. UU., que se extiende cientos de metros mar adentro en marea baja. La línea de conchas marinas en primer plano indica la marca de la marea alta.

Se dan en costas muy llanas, con pendientes en torno al 1 por mil, con poca energía de oleaje que provoca un gran desarrollo de la zona intermareal, lo que favorece que las olas no rompan sobre la llanura mareal y sean solamente las corrientes de flujo y reflujo mareal las que controlen la sedimentación en estos medios sedimentarios. Se pueden dar asociadas a otros medios sedimentarios litorales como lagoons, deltas y estuarios, con frecuentes ciénagas y zonas pantanosas, sedimentos de decantación, y abundante cobertera vegetal circundante. Es el caso de algunas costas en el mar del Norte, en Florida, en Tierra de Fuego y, hasta cierto punto, de muchas de las marismas de la península ibérica (como las del marismas del Guadalquivir o las de la bahía de Santoña).

## Subambientes en las llanuras mareales
En las llanuras mareales se suelen distinguir varios subambientes:
- Llanura de marea baja o arenosa («sand flat»). Se encuentra sumergida la mayor parte del ciclo mareal y afectada por fuertes corrientes. Aunque el oleaje no es el proceso dominante, es el más afectado por las olas: en los repuntes de marea, en pleamar y bajamar, los sedimentos del fondo son agitados por las olas y por ello los fangos se mantienen en suspensión y los sedimentos se depositan como carga de fondo. Los sedimentos característicos son arenas limpias.
- Llanura de marea media o mixta («mid flat»”). Se encuentra sumergida y expuesta más o menos igual tiempo. A media carrera de marea suelen permanecer sumergidas que es cuando alcanzan las mayores velocidades de flujo y de reflujo. La acción del oleaje es muy pequeña. Se dan la sedimentación por carga de fondo de arenas y por decantación de fangos.
- Llanura de marea alta o fangosa («mud flat»). Se encuentra sumergida solo en el tiempo próximo a la pleamar, cuando apenas hay corrientes. No hay transporte ni depósito por carga de fondo, pero en el repunte de pleamar los fangos en suspensión pueden decantarse y depositarse.
- Marisma salobre. Al acumular la llanura de marea alta sedimentos fangosos cada vez va estando más por encima del nivel medio de la pleamar, momento en el que progresivamente va siendo colonizada por plantas terrestres que generan las marismas. En climas tropicales, las marismas son sustituidas por los manglares, formados por vegetación arbórea con raíces aéreas.

## Llanuras mareales más importantes del mundo
- En Alemania, los Países Bajos y Dinamarca: Mar de Frisia, la llanura de marea más extensa de mundo[1] y reserva de la biosfera de la UNESCO.[2]
- En Canadá: Cuenca Minas, Nueva Escocia.
- En China: Reserva Natural Chongming Dongtan (Shanghái) y mar Amarillo (también Corea)
- En Mauritania: Banc d'Arguin.
- En los Estados Unidos: bahía de San Francisco, puerto de Tacoma y bahía de Cape Cod.
- En el Reino Unido: isla Lindisfarne, Snettisham (Norfolk) y Bridgwater Bay y Morecambe Bay.